# Dominique Avon
Pour les articles homonymes, voir Avon.
Dominique Avon, né le 25 novembre 1968 à Gand, est un universitaire et historien français spécialiste de l'époque contemporaine.

## Biographie
Dominique Avon est agrégé d'histoire. Il est directeur d'études à l'École pratique des hautes études (Ve section, sciences religieuses, islam sunnite). Il a été maître de conférences à l'université Paul-Valéry-Montpellier, puis professeur d'histoire contemporaine à l'université du Maine (France) (Le Mans). Il a enseigné en Égypte (1992-1994), au Liban (2004-2005) et aux États-Unis (2014).
Directeur de l'IISMM (Institut d'études de l'islam et des sociétés du monde musulman), il a coordonné la communauté thématique HEMED (« Histoire euro-méditerranéenne »), et codirigé, avec John Tolan, l'IPRA (« Institut du pluralisme religieux et de l'athéisme »). Il a également présidé l'AFHRC (« Association française d'histoire religieuse contemporaine ») entre 2011 et 2014.
Ses recherches portent sur le fait religieux, en particulier l'islam et le christianisme, les intellectuels et l'histoire des idées. Il est membre du GSRL (UMR 8582).

## Principales publications

### Ouvrages
- 15 août 1942 : Le Puy accueille la jeune France catholique, Le Puy-en-Velay, Cahiers de la Haute-Loire, 1996 (lire en ligne).
- Paul Doncœur s.j., Un croisé dans le siècle, Paris, Éditions du Cerf, 2001.
- Les Jésuites et la Société française (avec Philippe Rocher), Toulouse, Privat, coll. « Hommes et Communautés », 2001.
- Les Frères prêcheurs en Orient : les Dominicains du Caire (années 1910-années 1960), Paris, Éditions du Cerf, 2005[4].
- La Fragilité des clercs : Disputatio, Paris, Éditions de Corlevour, 2007.
- Les Religions monothéistes des années 1880 aux années 2000, Paris, Ellipses, coll. « Le Monde : une histoire », 2009.
- Le Hezbollah. De la doctrine à l’action, une histoire du « parti de Dieu »(avec Anaïs-Trissa Khatchadourian), Paris, Éditions du Seuil, 2010[5].
  - (trad. en anglais par Jane Marie Toddi, Hezbollah : A History of the "Party of God", Harvard, Harvard University Press, 2012).
- Gamâl Al-Bannâ, L’Islam, la liberté, la laïcité, suivi de Le Crime de la tribu des « Il nous a été rapporté » (deux ouvrages de Gamâl Al-Banna traduits et présentés par Dominique Avon et Amin Elias), Paris, L’Harmattan, coll. « Comprendre le Moyen-Orient », 2013.
- La Liberté de conscience. Histoire d'une notion et d'un droit, Rennes, Presses universitaires de Rennes, 2020[6],[7],[8].
- L’Histoire religieuse contemporaine en France, Paris, La Découverte, 2022[9].

### Ouvrages collectifs
- Mélanges offerts à Gérard Cholvy (co-direction avec Michel Fourcade), Montpellier, Publications de l'Université Montpellier 3, 2004.
- Chrétiens de Béziers et du Biterrois. Terre de mission. Terre pour la mission » [sous la dir. de], Perpignan, Presses Universitaires de Perpignan, 2004.
- La Nahda. Réveils de la pensée en langue arabe. Approches. Perspectives (co-direction avec Karam Rizk) Beyrouth, Presses de l’U.S.E.K, 2009.
- Un nouvel âge de la théologie ? 1965 – 1980 (co-direction avec Michel Fourcade), Paris, Karthala, 2009.
- La Caricature au risque des autorités politiques et religieuses [sous la dir. de], Rennes, Presses universitaires de Rennes, 2010.
- De la faute et du salut (co-direction avec Karam Rizk), Paris, Karthala, 2010.
- De l’Atlas à l’Orient musulman. Contributions en hommage à Daniel Rivet (co-direction avec Alain Messaoudi), Paris, Karthala, 2011.
- Facteurs d’Identité. Factoren der Identität (co-direction avec Jutta Langenbacher-Liebgott), Berne, Peter Lang, coll. « Dynamiques citoyennes en Europe », 2012.
- Le Devenir de l'islam en France (ouvrage collectif), Paris, Desclée De Brouwer, 2013.
- Sujet, fidèle, citoyen. Espace européen (XIe – XXIe siècles), Dynamiques citoyennes en Europe [sous la dir. de], Bruxelles, Peter Lang, 2014.
- Faire autorité, les Religions dans le temps long et face à la modernité [sous la dir. de], Rennes, Presses universitaires de Rennes, 2014.
- Faits religieux et Manuels d'histoire : Contenus – institutions — pratiques. Approches comparées à l'échelle internationale (codirection avec Isabelle Saint-Martin et John Tolan), Actes du colloque de l'Université du Maine (décembre 2015), Nancy, Arbre bleu, coll. « Religions et sociétés », 2018.